# Liste der Weltmeister in der Leichtathletik
Die Liste der Weltmeister in der Leichtathletik bietet einen Überblick über sämtliche Medaillengewinner bei den seit 1983 stattfindenden Leichtathletik-Weltmeisterschaften von World Athletics.
Vorläufer waren zwei Veranstaltungen in den Olympiajahren 1976 und 1980, bei denen Weltmeister in nichtolympischen Leichtathletikdisziplinen ermittelt wurden. 1976 wurde in Malmö der Weltmeister im 50-km-Gehen der Männer bestimmt, 1980 in Sittard dagegen wurden in zwei Frauenwettbewerben (3000-Meter-Lauf und 400-Meter-Hürdenlauf) Weltmeister ermittelt.
Aufgrund der umfangreichen Datenmenge erfolgt eine Unterteilung in vier Teillisten.
- Unter Alle Medaillengewinner sind sämtliche männlichen Medaillengewinner seit 1976 aufgeführt.
- Unter Alle Medaillengewinnerinnen sind sämtliche weiblichen Medaillengewinner seit 1980 aufgeführt, unterteilt nach aktuellen und nicht mehr ausgetragenen Wettbewerben.
- Die Liste Die erfolgreichsten Teilnehmer führt sämtliche Athleten und Athletinnen auf, die mindestens zwei Goldmedaillen gewonnen haben.
- Die Liste Nationenwertungen enthält die Medaillenspiegel, aufgeschlüsselt nach Gesamtzahl der gewonnenen Medaillen sowie nach Geschlecht.